# Continental Divide Trail
Der Continental Divide Trail (abgekürzt CDT, engl. für  Hauptwasserscheide-Weg) ist ein rund 5.000 Kilometer langer Fernwanderweg entlang der nordamerikanischen kontinentalen Wasserscheide von der mexikanischen bis zur kanadischen Grenze. Er gehört zu den im Jahr 1968 gesetzlich begründeten National Scenic Trails der USA und wurde am 10. November 1978 offiziell ausgewiesen.
Der aus eigens dafür bestimmten Wegen und kleineren Straßen zusammengesetzte Wanderweg war 2018 zu etwa 76 % fertiggestellt. An den nicht fertiggestellten Teilen muss man sich seinen eigenen Weg durch das Gelände suchen oder auf Fahrstraßen wandern.
Nur rund 200 Leute versuchen sich jedes Jahr an dem gesamten Weg (sogenannte Thru-Hiker) und benötigen dafür etwa sechs Monate. Die meisten von ihnen starten im April im Südwesten von New Mexico und wandern in Richtung Norden (Northbounders), andere beginnen je nach Wetterlage Mitte Juni oder Anfang Juli im Glacier-Nationalpark an der Kanadischen Grenze ihre Wanderung in südlicher Richtung (Southbounders).
Neben dem Appalachian Trail und dem Pacific Crest Trail ist der CDT einer der sogenannten Triple-Crown-Wege. Wanderer, die im Laufe ihres Lebens alle drei Wege gegangen sind, nennen sich „Triple-Crowner“.

## Strecke
Der Weg durchquert fünf US-Bundesstaaten (von Norden nach Süden):  Montana, Idaho, Wyoming, Colorado und New Mexico. Dabei werden etliche Nationalparks durchquert. Einige Beispiele:

### New Mexico
- Gila National Forest

### Colorado
- Grays Peak
- Mount Elbert und Mount Massive – Colorados höchste Gipfel
- Rocky Mountain National Park
- Camp Hale - Continental Divide National Monument

### Wyoming
- Bridger-Teton Wilderness
- Two Ocean Pass